# Verkeer en vervoer in 's-Hertogenbosch
Dit artikel behandelt het verkeer en vervoer in de gemeente 's-Hertogenbosch, met de daarbij behorende infrastructuur. Onder verkeer verstaat men de verplaatsing van mensen en/of objecten, waarmee men de vervoermiddelen bedoelt. Met vervoer bedoelt men het transport van goederen.
De gemeente 's-Hertogenbosch is de hoofdstad van de provincie Noord-Brabant. De gemeente ligt in het noorden van de provincie en grenst in het noorden aan het Gelderse Maasdriel, in het noordoosten aan Oss, in het oosten aan Maasdonk, in het zuiden aan Vught en Sint-Michielsgestel en in het westen aan Heusden. In deze regio komen een aantal verkeersaders bij elkaar.

## Wegen
De gemeente ligt op een locatie, waar een drietal rijkswegen bij elkaar komen. Dit zijn de A2, A59 en de A65. De A2 is de snelweg van Amsterdam naar Maastricht en verder via Eijsden naar Luik. Bij de grensovergang bij Eijsden sluit de weg aan op de Belgische A25. De A59 is de rijksweg vanaf Serooskerke naar Oss, alwaar de rijksweg aansluit op de A50 bij Knooppunt Paalgraven. De weg valt tussen de knooppunten Empel en Hintham samen met de A2. Het verkeer rijdt ter plekke wel op de parallelrijbaan. De A65 is de rijksweg van Tilburg naar Vught en sluit bij Knooppunt Vught aan op de A2. Hoewel knooppunt Vught op het grondgebied van de gemeente Vught ligt, behoort het knooppunt wel tot de Ring 's-Hertogenbosch. De Ring 's-Hertogenbosch is een verzameling van wegen rondom de stad 's-Hertogenbosch, bestaande uit de A59 van Afslag 's-Hertogenbosch-West tot aan Knooppunt Empel, de A2 van Knooppunt Empel tot aan Knooppunt Vught, de Vughterweg tot aan de aansluiting met de Randweg 's-Hertogenbosch - Vught en de Vlijmenseweg vanaf de aansluiting van de Randweg tot aan de afslag 's-Hertogenbosch-West op de A59. Tot 18 maart 2011 waren ook het Wilhelminaplein en het Willemsplein onderdeel van de Ring, maar op deze datum werd de randweg geopend voor verkeer.
Naast de rijkswegen zijn er ook een aantal provinciale wegen die het verkeer van en naar de gemeente 's-Hertogenbosch leiden. De kern Rosmalen wordt gevoed door de Provinciale weg 625, die ook als toegangsweg van Empel kan worden beschouwd. De N625 is de weg die Rosmalen via Empel en Lith met Oss verbindt. In het zuiden van Rosmalen is bij afslag Rosmalen/Berlicum de Berlicumseweg. Deze weg was voorheen een onderdeel van de Provinciale weg 606, maar deze weg loopt alleen nog van Veghel naar Dinther. Het is de oude weg door Berlicum die Rosmalen met Veghel verbond. Bij de samenkomst van de Oude Bossche Baan ten noorden van Berlicum ligt een vreemdsoortige rotonde. Het verkeer kan daar via de Beusingsedijk naar de Provinciale weg 279 de weg van 's-Hertogenbosch naar Horn langs de Zuid-Willemsvaart.
In het oosten van Rosmalen, in stadsdeel Rosmalen Noord, ligt de oude winterdijk. Deze weg gaat via het gehucht Bruggen naar Kruisstraat om via Heeseind naar Nuland te gaan. In het stadsdeel Rosmalen Zuid gaat de oude Waterleidingstraat in de richting van Nuland, door het buitengebied Binckhorst. Deze een onderdeel is van de oude weg van Nijmegen naar 's-Hertogenbosch. Bij verschillende plaatsen, zoals in Wijchen, Alverna en Grave, maar ook in wijken herinnert de straatnamen naar deze weg; de Graafseweg.
Voor de stad 's-Hertogenbosch is de eerder genoemde N279 een belangrijke verkeersader. Deze weg is ter hoogte van de A2 een belangrijke toegangsweg voor Industrieterrein De Brand. De weg verbindt de stad met Veghel en Helmond. Ten noorden van Veghel bij het hoofdkantoor van de Coöperatieve Handelsvereniging is de aansluiting met de A50. Bij het Provinciehuis Noord-Brabant is de Provinciale weg 617. Deze weg gaat naar Sint-Michielsgestel en verder naar Schijndel en Sint-Oedenrode. In het noorden van de stad is bij de wijk De Hambaken de Treurenburg. Deze weg is een onderdeel van de oude Rijksweg, voordat in 1971 de A2 rondom de stad werd gelegd. De Treurenburg vormt de verbinding naar Hedel.

### Lokale wegen
Naast invalswegen voor gebieden buiten 's-Hertogenbosch zijn er naar en van de verschillende kernen verschillende uitvalswegen. Voor Rosmalen en De Groote Wielen geldt nog, dat de Rodenborchweg de Laaghemaal de belangrijkste uitvalsweg is, om naar afslag Rosmalen op de A2 te gaan. Bij het kruispunt met de Empelseweg komt de weg samen met de N625, om als Bruistensingel naar de A2 te gaan. De Bruistensingel loopt door tot aan Station 's-Hertogenbosch Oost, waarna de weg verdergaat als Van Grobbendoncklaan in de richting van de Lambooijbrug.
Voor Empel is de eerder genoemde N625 de belangrijkste toegangsweg om naar de A2 te komen. Naar het westen toe gaat de Burgemeester Godschalxstraat in de richting van stadsdeel de Maasport.
Hintham kent net als Empel twee belangrijke wegen. Een daarvan is de oude weg Hintham. De andere is de Stadionlaan, die vernoemd is naar Stadion De Vliert. Deze weg sluit ter hoogte van Station 's-Hertogenbosch Oost aan op de Bruistensingel en de Van Grobbendoncklaan. De weg gaat verder als Aartshertogenlaan door de wijk De Vliert, de belangrijkste weg in deze wijk en eindigt bij de oude noord-zuid-ader waar de Treurenburg een onderdeel van is.
Het dorp Maliskamp kent slechts een belangrijke weg, de Maliskampsestraat. Deze straat leidt het verkeer naar de A59. Bij de afslag Maliskamp gaat de weg verder als de Deken van Roestellaan, de weg die ter hoogte van de Markt in het centrum van Rosmalen verdergaat als Rodenborchweg. De Deken van Roestellaan is een ontsluitingsweg voor de wijk Sparrenburg, die met de T.M. Kortenhorstlaan en de Oude Baan twee ontsluitingswegen heeft die naar de Deken van Roestellaan leiden.
Richting het oosten gaat de Oude Baan in de richting van het buitengebied de Binckhorst. Hier kruist de weg de Vliertwijksestraat, de belangrijkste weg tussen Kruisstraat en de A59
Het stadsdeel Maaspoort wordt zowel in het westen en het oosten ontsloten door de Maaspoortweg. Deze weg sluit in het westen aan op de Hambakenweg en in het oosten aan De Harendonkweg. De weg maakt als het een grote halve cirkel rond de Noorderplas. De oude Sluisweg verbond vroeger het stadsdeel met de Treurenburg, thans is deze weg voor een groot gedeelte alleen geschikt voor langzaam verkeer. Bij de overgang van de Maaspoortweg en de Hambakenweg is er een aansluiting op de A59.
Een andere belangrijke weg, die het stadsdeel West met Noord verbindt, is de Zandzuigerstraat. Deze weg is een weg met 4 rijstroken, maar de maximumsnelheid ligt toch op slechts 50 kilometer per uur. De weg voert onder andere over de Trierbrug en langs het complex van Heineken.
De gemeente 's-Hertogenbosch heeft bepaald dat in de bebouwde kom van 's-Hertogenbosch overal de maximumsnelheid 50 kilometer per uur bedraagt, behalve in de woonerven, waar de maximumsnelheid 30 kilometer per uur bedraagt.

## Spoorwegen
Op 1 november 1868 werd 's-Hertogenbosch aangesloten op de spoorlijn van Boxtel naar Vught. Deze spoorlijn was al in gebruik genomen op 1 januari van datzelfde jaar. Deze spoorlijn was een onderdeel van de Spoorlijn Utrecht - Boxtel, een van de spoorlijnen die in het kader van Staatsaanleg van spoorwegen in Nederland werden aangelegd. Het zou nog tot 15 september 1870 duren, voordat men bij Hedel de Maas kon oversteken. Vanuit Tilburg komt de Spoorlijn Tilburg - Nijmegen, die Station Tilburg met Station Nijmegen verbindt. Deze spoorlijn is in 1872 aangelegd en sluit even ten zuiden van het huidige Station 's-Hertogenbosch aan op de Staatslijn. Oorspronkelijk was het de bedoeling, dat de Spoorlijn van Tilburg naar Nijmegen ten oosten van de stad zou komen te liggen. Het bestuur van 's-Hertogenbosch had in die tijd nog geen uitbreidingsplannen om de stad in het oosten uit te breiden. Tevens moesten dan drie watergangen overbrugd worden, te weten de Dommel, de Aa en de Zuid-Willemsvaart. Dit zou een te dure onderneming worden, waardoor besloten werd om ook gebruik te maken van het al bestaande station 's-Hertogenbosch.
Ook lag er een verbinding met de Langstraat, middels de Spoorlijn Lage Zwaluwe - 's-Hertogenbosch. Deze spoorlijn, ook wel Halve Zolenlijn genoemd, was enkelsporig aangelegd en verbond 's-Hertogenbosch via Drunen en Waalwijk met Lage Zwaluwe. Deze spoorlijn is reeds opgebroken. Het tracé is her en der geschikt gemaakt voor wandeldoeleinden of fietspaden. Voor de industrie was er bij Station 's-Hertogenbosch de aansluiting met De Rietvelden, middels een eigen stamlijn. Deze stamlijn is opgebroken.
's-Hertogenbosch kent een drietal spoorwegstations. Het eerste station was Station 's-Hertogenbosch. Het eerste station was van hout en lag enkele honderden meters noordelijker, dan de huidige locatie. De overige stations zijn Station Rosmalen en Station 's-Hertogenbosch Oost.
Deze twee spoorwegstations liggen aan de spoorlijn Tilburg - Nijmegen, die ook wel de Brabantse Lijn wordt genoemd. Deze spoorlijn uit 1881 kende meerdere stations, maar slechts station 's-Hertogenbosch-Oost en Rosmalen zijn nog in gebruik. Station Rosmalen werd reeds geopend bij de ingebruikname van de spoorlijn, maar werd in 1938 gesloten. In 1981 werd het station heropend, deze keer op een andere locatie dan het eerste station. Station 's-Hertogenbosch-Oost is geopend in 1987. Verdwenen stations zijn Orthen, Sprokkelbosch en Kruisstraat.

### Trams
In 's-Hertogenbosch hebben aan het eind van de negentiende eeuw ook trams gereden. Er waren een aantal exploitatiemaatschappijen die de tramdiensten verzorgden. Zo was er de tramlijn naar Helmond, Veghel en Oss, maar 's-Hertogenbosch had ook een tramverbinding met Heusden. De trams verdwenen uit het straatbeeld door de opkomst van de autobus. In de 21e eeuw is er nog studie gedaan om de tram terug in het beeld te krijgen, maar zijn vooralsnog als onhaalbaar gebleken.

## Oppervlaktewater
De gemeente 's-Hertogenbosch ligt in een gebied waar veel rivieren bij elkaar stromen. Zo ligt 's-Hertogenbosch in het Dommeldal en ten noorden van de gemeente stroomt de Maas, dat de gemeentegrens met Maasdriel vormt. Delen van de gemeente liggen ook in een gebied, dat 's winters overstroomde. Ruim drie kilometer ten zuiden van de Maas lag een oude winterdijk die de stad, maar ook de dorpen als Rosmalen moesten beschermen. Deze winterdijk is her en der in het land nog zichtbaar, al is die ook op verschillende plaatsen verdwenen. Zo is de oude winterdijk onder andere zichtbaar bij het gehucht Bruggen, maar ook het natuurgebied de Heinis ligt aan dezelfde winterdijk. De verschillende wielen in de Heinis herinneren nog aan de verschillende dijkdoorbraken en overstromingen van de Maas.
Ook zijn een aantal afwateringskanalen gegraven, om de waterhuishouding in Noord-Brabant te waarborgen. De Hertogswetering loopt vanaf de Raam bij Grave naar Gewande. Een gedeelte van het kanaal werd gegraven op een oude bedding van de Maas en stamt uit de veertiende eeuw. Een ander afwateringskanaal, is het kanaal van 's-Hertogenbosch naar Drongelen, ook wel Drongelens kanaal genoemd. Dit kanaal heeft als doel om Het Bossche Broek te ontlasten in tijden van wateroverlast. Beide kanalen zijn voor de scheepvaart niet bevaarbaar. Het kanaal dat in 's-Hertogenbosch wél toegankelijk is voor de (beroeps-)scheepvaart, is de Zuid-Willemsvaart. Dit kanaal is in opdracht van Willem I der Nederlanden gegraven, als alternatief voor de route over de Maas, die in 1821, toen het besluit werd genomen, om het kanaal te graven, nog bochtig was.
Het kanaal stroomt bij de Dungense brug bij Poeldonk de gemeentegrens van 's-Hertogenbosch over. Het kanaal stroomt door de binnenstad van de stad, om ter hoogte van de citadel samen te vloeien met de Aa en de Dommel. Het water gaat daarna verder als de Dieze, om via de Ertveldplas en het Diezekanaal ten noorden van Engelen de Maas in te stromen. Anno 2012 zijn er werkzaamheden gaande, die ervoor zorgen, dat de Zuid-Willemsvaart tussen de A2 en Rosmalen komt te liggen. Door deze tak zal de beroepsvaart niet meer door de binnenstad hoeven. De bruggen zullen daardoor minder vaak open te zijn en hiermee zal het verkeer in de binnenstad minder last hebben van opstoppingen. Het kanaal wordt in de binnenstad niet gedempt en zal bevaarbaar blijven voor de pleziervaart.
In de Ertveldplas is rondom de Brabanthallen 's-Hertogenbosch de Industriehaven 's-Hertogenbosch. Bij deze haven vindt nu geen overslag meer plaats. Voorts bestaan er ook plannen om een van de twee losplaatsen te dempen. Alleen de zuidelijke kant van de haven blijft bestaan voor de beroepsvaart. Een andere haven is de Haven wat een onderdeel is van de Binnendieze. Deze haven is alleen bestemd voor de pleziervaart en woonboten.
Op verschillende plaatsen in de binnenstad stromen verschillende beken. Deze beken zijn overkluisd en de verzameling van deze beken is bekend onder de naam Binnendieze. Over de verschillende stromen wordt er gevaren met een rondvaartboot voor de toeristen. In de jaren 1990 is de Binnendieze voor dit doeleind gerestaureerd. Op deze rondvaarttochten na, kent de gemeente 's-Hertogenbosch geen openbaar vervoer te water, maar er zijn wel plannen om dit te realiseren. De standplaatsen voor de boten zouden dan bij de Brabanthallen 's-Hertogenbosch moeten komen.